# Johan Methöfer
Johannes Cornelis Hendrik (Johan) Philippus Methöfer (Gendt (Gelderland), 17 augustus 1863 - Blaricum, 24 oktober 1933) was een van de eerste anarchisten in Nederland en voorman in de beweging voor productiecoöperaties.

## Familie
Hij was een zoon van Arnoldus Philippus Methöfer, kapitein ter zee, en Johanna Clara Aenigje Backer. Op 27 maart 1889 trad hij in het huwelijk met Hendrika de Haan, met wie hij een dochter en een zoon kreeg. 
Methöfer werd beroepsmilitair toen hij vijftien jaar oud was. Hij zat een aantal keren vast in de gevangenis en kreeg daarna werk in de Arnhemse gevangenis. Hij werkte een aantal jaar als klerk in dienst bij de 's-Gravenhaagsche Coöperatieve Broodbakkerij 'De Volharding'. Daar klom hij op tot boekhouder, tot hij in 1921 ontslag nam.

## Anarchist
Methöfer was politiek actief in de Nederlandsche Bond voor Algemeen Kies- en Stemrecht. Hij werd beïnvloed door Domela Nieuwenhuis en schreef onder de namen Alcibiades of J.M. artikelen of verzen in Recht voor Allen (1886-1887). Bij De Volharding kwam Methöfer onder invloed van anarchist Bart van Ommeren. Toen de Sociaal-Democratische Bond tot Socialistenbond werd omgedoopt, werd Methöfer daarvan lid. Hij stond dichter bij Domela Nieuwenhuis wat betreft het organisatievraagstuk dan bij Christiaan Cornelissen, die voor een federatie van anarchisten was. Van 1888 tot 1895 was Methöfer redacteur van het in Den Haag uitgegeven blad ’’Anarchist’’.
Op de Vereniging Walden, de schepping van Frederik van Eeden, kwam Methöfer in contact met de beweging voor productieve coöperatie, de Vereeniging Gemeenschappelijk Grondbezit (GGB). Mede door hem richtte de GGB zich minder op de productie en meer op gemeenschappelijk grondbezit. Hij werd penningmeester van GGB en redacteur van het blad De Pionier. Na 1908 werd Methöfer lid van de nieuwe Socialistenbond van Geert van der Zwaag en Willem Havers om in 1912 over te stappen naar de SDAP. In 1921 verzorgde Methöfer voor de GGB de propaganda, voorlichting en administratie voor de groepen en van de Spaar- en Voorschotbank. In 1932 werd hij gedwongen door ziekte af te treden als redacteur van Vrije Arbeid, het blad waarvoor hij onder het pseudoniem ‘’Trompetter’’ en ‘’Tr.’’ de rubriek Trompetstooten schreef.

## Methöfer-stichting
In 1958 werd het vermogen van de GGB ondergebracht in de Methöfer-stichting om van werknemerszelfbestuur in bedrijven te bevorderen.

## Publicaties
- Het Duitsche Socialisme  overgenomen uit La Révolte, voorwoord en vertaling van Methöfer, (Den Haag 1891)
- De taak der vakvereenigingen (Den Haag 1894, 19042; als artikel ook in De Pionier, 1908)
- Doel, middelen en organisatie van de vereeniging Gemeenschappelijk Grondbezit (z.pl. 1909, 1921);
- Tien jaren arbeid van de Vereeniging Gemeenschappelijk Grondbezit (Amsterdam 1916), enkele artikelen werden herdrukt in het gedenkboek van OGB Verbonden Schakels (Utrecht 1932).